# Justin Olsen
Justin Olsen (n. 16 aprilie 1987, Lubbock, Texas, SUA) este un bober ce a reprezentat Statele Unite ale Americii, medaliat olimpic. A participat la 3 ediții ale Jocurilor Olimpice (2010, 2014, 2018) în care a câștigat o medalie de aur.